# 友部正人
友部 正人（ともべ まさと、1950年5月25日 - ）は、日本のフォークシンガー、詩人。本名　小野正人。

## 来歴
青森県出身の父の子として東京都下の吉祥寺に生まれ、各地を転々として育つ。愛知県立熱田高等学校時代から友人らとビートルズのコピーバンドで（ギターが得意でなかったため）ベースなどを担当する。その後、ボブ・ディランの「ライク・ア・ローリング・ストーン」を聴き、衝撃を受けソングライティングにのめり込むようになる。ウッディ・ガスリー、レッドベリーらが汽車の中で人々の感情を歌うスタイルを日本でやりたいと思い、高校卒業と同時に家を飛び出し、路上で歌い始める。やがて学生運動に参加し火炎瓶を投げ、鑑別所に入れられてしまう。1960年代末、名古屋市から大阪市に移住。西岡恭蔵、大塚まさじらと出会い、高田渡を通して喫茶店に通い古書店で詩集を読む生活をする。1969年、京都フォークキャンプに参加。1971年、中津川フォークジャンボリーに参加し、シバ、岩井宏、いとうたかお、山本コウタローらと、武蔵野タンポポ団のセッションに参加。
1972年、『大阪へやって来た』でデビュー。1973年、代表作と言われる『にんじん』、『また見つけたよ』をリリース。同年、美輪明宏にコンサートへのゲスト出演を依頼し、共演を果たす。半年間のアメリカ放浪を経て帰国後の1975年、坂本龍一がピアノで参加した『誰もぼくの絵を描けないだろう』（「おしゃべりなカラス」収録）をリリース。1976年、スカイドッグ・ブルースバンドをバックにレコーディングした『どうして旅に出なかったんだ』が、収録曲「びっこのポーの最後」のタイトルと歌詞に差別的表現があるとして回収の憂き目に遭う。（「ちびっこのポーの最後」に改題して乗り切ろうとしたが、駄目だったと述懐したことがあるが、真偽は不明。その後1983年までメジャーレーベルとは無縁となる。）1980年に『なんでもない日には』、1981年に「びっこのポーの最後」の新録版を含む『どうして旅に出なかったんだ』を『1976』と改題してそれぞれ自主リリース。1983年に『ポカラ』、1984年に『カンテ・グランデ』の二枚をリリース。
1990年代、たまとのセッションアルバム『けらいのひとりもいない王様』（たまのメンバーであった知久寿焼は、高校生の頃から友部宅に出入りしていた）、矢野誠とのコラボ『雲のタクシー』を発表。この時期からニューヨーク市に頻繁に行くようになり、デイヴ・ヴァン・ロンクにギターを習う。ポエトリー・リーディングや『北海道新聞』の夕刊連載などでエッセイを発表した。

## 人物
「お客さんにはステージを見ずに目を閉じて聴いていてほしい」とテレビで述べた。また、ライブ終了後のサイン会では、「お客さんの自己紹介より歌の感想を聞きたい」としている。
現代人の入り込んだ心理状態を、分かりやすい言葉で説き起こしている。「ひとり部屋にいて」では引きこもりの青年を描き、「どうして旅に出なかったんだ」ではおれとおまえとあいつの三人の人物を使って場所についての考えを闘わせている。また、「熱くならない魂をもつ人はかわいそうだ」、「Speak Japanese, American」など、若い聴者に啓示的な作品もある。谷川俊太郎が高く評価している。田村隆一、金子光晴からの影響を受けたという。その他片桐ユズルら、多くの詩人と古くから直接に会っている。実在の人物をモチーフにした楽曲も多く、フォークシンガーでは、田中研二のことを歌った「田中さんとぼく」や豊田勇造のことを歌った「遠来」、高田渡のことを歌った「朝の電話」、その他に詩人である金子光晴のことを歌った「絵はがき」、伝説的漫画雑誌「ガロ」の創始者長井勝一のことを歌った「長井さん」などがある。
先輩を呼び捨てにして後輩には「さん」付けするなど、独特の倫理基準を持っている。この点について井上陽水は、「名前の通り、ずっと正しい人だ」と評価している。政治的には、アメリカに追従する政治家、マスコミに怒っており、「アメリカの匂いのしない所へ」という詩を書いている。詩集・エッセイ集も多く出しており、イラクでお客さんとなった時のことも記している『パリの友だち』（1991年）などがある。
マラソン練習を続けながら、アパートを所有するニューヨークと日本を行ったり来たりする生活を楽しんでいたが、2016年にアパートを引き払い日本に定住。その様子をWeb日記に書いている。2001年からニューヨークシティマラソンにほぼ毎年出走しており、66歳で参加した2016年は3時間23分29秒、72歳で参加した2022年は4時間17分36秒で完走するなど、高齢になっても健脚を保っている。
パンとビールとコーヒーが好きで、歌詞にたびたび出てくる。テレビに出ることが少ないため知名度は低いが、長渕剛、真島昌利、寺岡呼人、佐野元春、宮沢和史、森山直太朗、双葉双一らのミュージシャンは、友部から全人的影響を受けている。また、マラソンランナーであるため、自転車の歩道運転に困っている。この点は自転車の歩道運転合法化を主張している田中研二と意見を異にしている。
同じ年に生まれ、名前の似ている友川カズキは、詩人的要素の強い歌手として並べられる。共に中原中也からインスパイアされた。中原の詩だけからなるアルバムを友川が作り、友部は「中原中也、失われた声」というタイトルの文章を國文學に寄せた。中原中也記念館を訪れた際に、友川の楽曲を聴いて感心した様子を本に書いた。資質として、中原の詩を入口に音楽に興味を持った友川に対し、むしろディランの音楽から詩に向かっていった。また友部は、初対面の永六輔に友川と勘違いされたことがあり、友部正人という名は他のもっとイメージの強烈な人と間違えられやすいようであるとしている。

## 音楽作品

### シングル
| 発売日                        | 規格                 | 規格品番             | 面                   | タイトル                        |
| ベルウッド・レコード          | ベルウッド・レコード | ベルウッド・レコード | ベルウッド・レコード | ベルウッド・レコード            |
| ----------------------------- | -------------------- | -------------------- | -------------------- | ------------------------------- |
| 1972年4月25日                 | EP                   | OF-2                 | A                    | 一本道                          |
| 1972年4月25日                 | EP                   | OF-2                 | B                    | まちは裸ですわりこんでいる      |
| URCレコード                   |                      |                      |                      |                                 |
| 1972年7月15日                 | EP                   | URT-70               | A                    | もう春だね                      |
| 1972年7月15日                 | EP                   | URT-70               | B                    | 乾杯                            |
| ジャパンレコード              |                      |                      |                      |                                 |
| 1983年                        | EP                   | JAP-1007             | A                    | 月夜の盗賊たち                  |
| 1983年                        | EP                   | JAP-1007             | B                    | 雪の砂漠                        |
| TM Office（友部正人オフィス） |                      |                      |                      |                                 |
| 1991年2月21日                 | 8cmCD                | TM-004               | 1                    | グッドモーニングブルース        |
| Midi Inc.                     |                      |                      |                      |                                 |
| 1992年2月1日                  | 8cmCD                | MDDS-55              | 1                    | Love Me Tender                  |
| 1992年2月1日                  | 8cmCD                | MDDS-55              | 2                    | Don't Think Twice, It's Alright |
| 1992年2月1日                  | 8cmCD                | MDDS-55              | 3                    | Jersey Girl                     |
| 1992年9月21日                 | 8cmCD                | MDDS-56              | 1                    | すばらしいさよなら              |
| 1992年9月21日                 | 8cmCD                | MDDS-56              | 2                    | 銀の汽笛                        |
| 1994年8月21日                 | 8cmCD                | MDDS-66              | 1                    | 朝は詩人                        |
| 1994年8月21日                 | 8cmCD                | MDDS-66              | 2                    | 私の踊り子                      |
| 1994年8月21日                 | 8cmCD                | MDDS-66              | 3                    | 夜は言葉                        |
| 1995年1月21日                 | 8cmCD                | MDDS-68              | 1                    | 夜よ、明けるな                  |
| 1995年1月21日                 | 8cmCD                | MDDS-68              | 2                    | ゆうれいなんていかしてる        |

### アルバム

#### オリジナル・アルバム
| 発売日                        | レーベル         | 規格            | 規格品番    | タイトル | 備考                              |
| URCレコード                   | URCレコード      | URCレコード     | URCレコード | URCレコード | URCレコード                       |
| ----------------------------- | ---------------- | --------------- | ----------- | --- | --------------------------------- |
| 1972年1月25日                 | URCレコード      | LP              | URL-1022    | 大阪へやって来た |                                   |
| 1973年1月25日                 | URCレコード      | LP              | URL-1032    | にんじん |                                   |
| CBSソニー                     |                  |                 |             | |                                   |
| 1973年10月                    | CBSソニー        | LP              | SOLL-50     | また見つけたよ ※ 収録曲「なんて酸っぱい雨だ」の「黒んぼさん」という歌詞がネックとなり、CBSソニーから再発されなかった。                                                          |                                   |
| 2012年8月31日                 | SHOW BOAT        | CD（紙ジャケ）  | SWAX-60     | また見つけたよ ※ 収録曲「なんて酸っぱい雨だ」の「黒んぼさん」という歌詞がネックとなり、CBSソニーから再発されなかった。                                                          | 2012年デジタルリマスター盤。      |
| 2018年7月28日                 | SHOW BOAT        | CD（紙ジャケ）  | SWAX-60B    | また見つけたよ ※ 収録曲「なんて酸っぱい雨だ」の「黒んぼさん」という歌詞がネックとなり、CBSソニーから再発されなかった。                                                          |                                   |
| 1975年3月                     | CBSソニー        | LP              | SOLL-125    | 誰もぼくの絵を描けないだろう ※ 収録曲「長いうで」の歌詞中にある「4つ足」が問題になり、CBSソニーから再発されなかった。表ジャケット写真にはピアノで参加した坂本龍一も写っている。 |                                   |
| 2002年12月25日                | SHOW BOAT        | CD（W紙ジャケ） | SWAX-61     | 誰もぼくの絵を描けないだろう ※ 収録曲「長いうで」の歌詞中にある「4つ足」が問題になり、CBSソニーから再発されなかった。表ジャケット写真にはピアノで参加した坂本龍一も写っている。 | 2002年デジタルリマスター盤。      |
| 2011年6月30日                 | SHOW BOAT        | CD（紙ジャケ）  | SWAX-61     | 誰もぼくの絵を描けないだろう ※ 収録曲「長いうで」の歌詞中にある「4つ足」が問題になり、CBSソニーから再発されなかった。表ジャケット写真にはピアノで参加した坂本龍一も写っている。 | 2011年デジタルリマスター盤。      |
| 2018年7月28日                 | SHOW BOAT        | CD（W紙ジャケ） | SWAX-60B    | 誰もぼくの絵を描けないだろう ※ 収録曲「長いうで」の歌詞中にある「4つ足」が問題になり、CBSソニーから再発されなかった。表ジャケット写真にはピアノで参加した坂本龍一も写っている。 |                                   |
| 1976年8月21日                 | CBSソニー        | LP              | 25AH-79     | どうして旅に出なかったんだ ※ 差別用語（「びっこのポーの最後」）使用という理由で回収、発売禁止に。 ※ 後に「1976」へ改題して発売。                                                |                                   |
| 1981年4月                     | キューブ         | LP              | JPR-1003    | どうして旅に出なかったんだ ※ 差別用語（「びっこのポーの最後」）使用という理由で回収、発売禁止に。 ※ 後に「1976」へ改題して発売。                                                |                                   |
| 1990年4月25日                 | TM Office        | CD              | TM-003      | どうして旅に出なかったんだ ※ 差別用語（「びっこのポーの最後」）使用という理由で回収、発売禁止に。 ※ 後に「1976」へ改題して発売。                                                |                                   |
| 1996年9月19日                 | TM Office        | CD              | TM-003      | どうして旅に出なかったんだ ※ 差別用語（「びっこのポーの最後」）使用という理由で回収、発売禁止に。 ※ 後に「1976」へ改題して発売。                                                |                                   |
| 2006年2月3日                  | TM Office        | CD              | TM-003      | どうして旅に出なかったんだ ※ 差別用語（「びっこのポーの最後」）使用という理由で回収、発売禁止に。 ※ 後に「1976」へ改題して発売。                                                | 2006年デジタルリマスター盤。      |
| キューブ                      |                  |                 |             | |                                   |
| 1980年4月                     | キューブ         | LP              | NAS-987     | なんでもない日には |                                   |
| 1997年4月28日                 | TM Office        | CD              | TM-008      | なんでもない日には |                                   |
| 2007年4月28日                 | TM Office        | CD              | TM-008      | なんでもない日には |                                   |
| ジャパンレコード              |                  |                 |             | |                                   |
| 1983年6月                     | ジャパンレコード | LP              | JAL-38      | ポカラ |                                   |
| 2006年2月25日                 | SHOW BOAT        | CD（紙ジャケ）  | SWAX-76     | ポカラ | 2006年24bitデジタルリマスター盤。 |
| 1984年4月                     | ジャパンレコード | LP              | 28JAL-8     | カンテ・グランデ |                                   |
| 1989年5月25日                 | ジャパンレコード | CD              | 25JC-413    | カンテ・グランデ |                                   |
| 2006年2月25日                 | SHOW BOAT        | CD（紙ジャケ）  | SWAX-77     | カンテ・グランデ | 2006年24bitデジタルリマスター盤。 |
| 2018年9月10日                 | SHOW BOAT        | CD（W紙ジャケ） | SWAX-77A    | カンテ・グランデ | 2018年デジタルリマスター盤。      |
| テイトムセン                  |                  |                 |             | |                                   |
| 1987年2月10日                 | テイトムセン     | LP              | TF-001      | 6月の雨の夜、チルチルミチルは |                                   |
| 1987年2月10日                 | テイチクレコード | CD              | 30CH-267    | 6月の雨の夜、チルチルミチルは |                                   |
| 2006年2月3日                  | TM Office        | CD              | TM-013      | 6月の雨の夜、チルチルミチルは |                                   |
| Midi Inc.                     |                  |                 |             | |                                   |
| 1989年7月21日                 | Midi Inc.        | CD              | 32MD-1052   | 夕日は昇る |                                   |
| 1993年3月21日                 | Midi Inc.        | CD              | 32MD-1052   | 夕日は昇る |                                   |
| 1991年2月21日                 | Midi Inc.        | CD              | MDC8-1145   | ライオンのいる場所 |                                   |
| 1992年5月21日                 | Midi Inc.        | CD              | MDC8-1176   | 遠い国の日時計 |                                   |
| 1994年11月21日                | Midi Inc.        | CD              | MDCL-1283   | 奇跡の果実 |                                   |
| 1996年9月26日                 | Midi Inc.        | CD              | MDCL-1307   | 夢がかなう10月 |                                   |
| 1999年2月1日                  | Midi Inc.        | CD              | MDCL-1340   | 読みかけの本 |                                   |
| 2000年1月19日                 | Midi Inc.        | CD              | MDCL-1365   | no media 1 |                                   |
| 2000年9月27日                 | Midi Inc.        | CD              | MDCL-1395   | no media 2 |                                   |
| 2001年11月28日                | Midi Inc.        | CD              | MDCL-1417   | 休みの日 |                                   |
| 2004年5月8日                  | Midi Inc.        | CD              | MDCL-1460   | 何かを思いつくのを待っている |                                   |
| 2005年11月9日                 | Midi Inc.        | CD              | MDCL-1471   | Speak Japanese, Amarican |                                   |
| 2008年3月5日                  | Midi Inc.        | CD              | MDCL-1486   | 歯車とスモークド・サーモン |                                   |
| TM Office（友部正人オフィス） |                  |                 |             | |                                   |
| 2010年9月17日                 | TM Office        | CD              | TM-015      | クレーン |                                   |
| 2013年5月3日                  | TM Office        | CD              | TM-016      | ぼくの田舎 |                                   |
| 2016年9月17日                 | TM Office        | CD              | TM-017      | ブルックリンからの帰り道 |                                   |
| 2020年9月11日                 | TM Office        | CD              | TM-018      | あの橋を渡る |                                   |

#### ベスト・アルバム
- 友部正人'72〜'74（1991年4月、にんじん、NR-01）-　ファンが自主製作した海賊盤。
- ベスト・セレクション（1991年6月15日、ソニーレコード、SRCL-1906）- ソニーから発売されたアルバムの内、「また見つけたよ」と「誰もぼくの絵を描けないだろう」の2枚から歌詞に問題があった楽曲以外の収録曲から友部自身が選曲
- 少年とライオン（1997年9月26日、ミディクリエイティブ、MDCL-1320）-　メジャー版ベストアルバム。
- イタリアの月（1997年9月26日、ミディクリエイティブ、CXMA-1028）-　インディーズ版ベストアルバム。
- ミディの時代（2015年12月2日、ミディクリエイティブ、MDCL-1551）

#### ライブ・アルバム
- はじめぼくはひとりだった（1988年4月25日、友部正人オフィス、TM-001-002）
- ぼくの展覧会（1993年3月25日、友部正人オフィス、TM-005-007）
- ブルースを発車させよう（1997年11月20日、友部正人オフィス、TM-009-010）

- LIVE! no media 2002（2003年1月15日、ミディクリエイティブ、MDCL-1436）
- あれからどのくらい（2003年9月1日、友部正人オフィス、TM-011-012）

#### コラボレーション・アルバム
- けらいのひとりもいない王様（1992年3月5日、クラウンレコードAXCR-4）-「友部正人&たま」名義。1997年、2013年（デジタル・リマスター盤）再発。
- 雲のタクシー（1994年6月21日、ミディクリエイティブ、MDCL-1278）-「友部正人&矢野誠」名義。
- ロックンロール、やってます（2010年2月7日、友部正人オフィス、TM-014）-「友部正人と三宅伸治」名義。
- 二つの午後（2009年6月6日、LDK、daidoko-001）-「LDK」名義（ふちがみとふなととのユニット）。
- 王様のノイズ （2019年3月13日、3KING RECORDS、3KCD-0002）-「鮎川誠・友部正人・三宅伸治」名義。

### ビデオ
- 船乗りたち（1990年3月、宝島社)
- 六月の橋、七月の窓（1990年、自主製作)
- ブルースを発車させよう1&2（1998年11月、ジュゴン企画）
- 伝説のフォークライブシリーズ VOL.3 ディレクターズカット版 友部正人&なぎら健壱（2004年11月26日、AMJ、ABBA-5004）
- 音楽のちから〜吉野金次の復帰を願う緊急コンサート（2007年4月25日、Green Door、XQCH-92001）
  - Track-10.「一本道」、Track11.「Speak Japanese, American」で参加。
- FFA FOLK DAYS DVD vol.4「ひとりぼっちのふたり」〜何故か初顔合わせ〜（2007年12月19日、Life Goes On、XQDL-2004）
  - 「遠藤賢司/友部正人」名義。
- LIVE! no media 2006草原編（2008年2月1日、友部正人オフィス、NMV-01）
  - プロデュースしたポエトリー・リーディングのライブ盤。参加者：谷川俊太郎、田口犬男、遠藤ミチロウ、石川浩司、知久寿焼、宮沢章夫、他

### その他
- お地蔵さんロンド（1981年、NHK『みんなのうた』）-「友部正人、森の木児童合唱団」名義。

## 著書

### 詩集
- おっとせいは中央線に乗って（1977年12月、思潮社）
  - おっとせいは中央線に乗って 新装版（1986年10月、思潮社） ISBN 4-7837-1355-3
- 名前のない商店街 詩集（1980年10月、思潮社）
  - 名前のない商店街 新装版（1992年3月、思潮社） ISBN 4-7837-0089-3
- 空から神話の降る夜は（1986年10月、思潮社）
  - 空から神話の降る夜は 新装版（1992年3月、思潮社） ISBN 4-7837-0197-0
- ぼくの星の声 友部正人詩集（1992年3月、思潮社） ISBN 4-7837-0391-4
- すばらしいさよなら（2003年1月、思潮社） ISBN 4-7837-1339-1
- 夜中の鳩（2003年1月、思潮社） ISBN 4-7837-1340-5
- 友部正人詩集 現代詩文庫182（2006年2月、思潮社） ISBN 4-7837-0957-2
- LIVE! no media 2004（2006年3月、思潮社） - CD付き単行本。ISBN 978-4-7837-2118-5
- 退屈は素敵（2010年9月、思潮社） ISBN 978-4-7837-3195-5
- バス停に立ち宇宙船を待つ（2015年3月、ナナロク社）ISBN 978-4-904292-57-0

### エッセイ集
- ちんちくりん（1978年）
  - ちんちくりん 増補改訂版（2001年5月15日、ビレッジプレス） ISBN 4-89492-016-6
- 生活が好きになった（1986年4月、晶文社） ISBN 4-7949-5928-1
- パリの友だち（1991年12月、DAI-X出版） ISBN 4-88682-134-0
  - バグダッドで『お客さん』になった時の描写は貴重な記録。
- The man in me ぼくのなかのディラン（1992年11月、DAI-X出版） ISBN 4-88682-191-X
- 耳をすます旅人（1999年12月、水声社） ISBN 4-89176-413-9
- ジュークボックスに住む詩人 エッセイ集（1993年4月、思潮社） ISBN 4-7837-1553-X
- ニューヨークの半熟卵（2003年9月、ビレッジプレス） ISBN 4-89492-043-3
- ジュークボックスに住む詩人2（2007年8月、思潮社） ISBN 978-4-7837-1636-5
- 歌を探して　友部正人自選エッセイ集（2020年12月、ちくま文庫）  ISBN 978-4-480-43706-8

### 絵本
- 絵の中のどろぼう（絵：スズキコージ、1983年6月、ばるん舎）
- 森の中の椅子（1992年、トムズボックス）
- しいちゃん（絵：沢野ひとし、2010年4月、フェリシモ）ISBN 978-4-89432-517-3

## 出演

### テレビ
- EXテレビ（1991年11月22日、日本テレビ）
  - たまと共演。
- 伝説のフォークライブ（1999年11月22日、NHK-BS）
- 井上陽水 空想ハイウェイ Act2〜沖縄で30年ぶりのフォーク同窓会〜（2004年8月5日、NHK-BS）
  - 井上陽水、高田渡、三上寛、加川良、小室等らと共演。
- フォークの達人（2006年11月3日、NHK-BS）
  - 板橋文夫、パスカルズ、谷川俊太郎と共演。
- 僕らの音楽（2006年12月1日、フジテレビ）
  - 森山直太朗と共演。

### 映画
- 十九歳の地図（1979年 監督：柳町光男）

### ラジオドラマ
- スーパーパパ（1975年 NHK-FM 脚本：朝比奈尚行）